# Ka Laʻi Waikiki Beach Hotel
El Ka Laʻi Waikiki Beach Hotel, anteriormente conocido como Trump International Hotel Waikiki o Trump Waikiki es un condo-hotel en Honolulu, Hawaii. Trump Waikiki cuenta con 112 metros de altura y un total de 462 habitaciones. El edificio cuenta con un spa, comedor, gimnasio, biblioteca, lobby bar, cafetería, aparcamiento y mirador.

## Historia
En 2005, Outrigger Hotels & Resorts estaba negociando con varias empresas sobre un proyecto para la parcela donde se ubica hoy el rascacielos. Irongate, una empresa de inversión y desarrollo inmobiliario con sede en Los Ángeles, compró los derechos de desarrollo de la propiedad más tarde ese año. La empresa de Donald Trump, The Trump Organization, se asoció más tarde con Irongate para desarrollar un proyecto en el sitio. El 31 de mayo de 2006, Trump anunció sus planes para la construcción de Trump International Hotel y Tower Waikiki Beach Walk en la parcela. La construcción debía comenzar a principios de 2007 y su finalización estaba prevista para principios de 2009.
En julio de 2006, la demolición de los hoteles Royal Islander y Reef Lanai dejó espacio para Trump Waikiki. El 10 de noviembre de 2006, casi tres años antes de su finalización, las 462 habitaciones fueron vendidas en el en un día primer día de la preventa por un promedio de 1,5 millones de dólares, lo cual se tradujo en 700 millones de dólares para la empresa. El edificio fue inaugurado el 1 de noviembre de 2009, aunque para febrero de 2010, 361 de las 462 unidades del hotel-condominio aún estaban vacías debido a "un asunto interno con el financiamiento del edificio".
En noviembre de 2023, se anunció que el hotel, para entonces conocido como Trump International Hotel Waikiki, cambiaría de marca en 2024 como parte de la división LXR Hotels & Resorts de Hilton Hotels & Resorts. El nuevo nombre fue anunciado como Wakea Waikiki Beach,  en honor al dios Wākea. Poco después, el nombre generó controversia en la comunidad nativa hawaiana, con críticas por apropiación cultural. Como resultado, el hotel anunció que se elegiría un nombre diferente.El cambio de nombre fue efectuado el 7 de febrero de 2024.

## Relación con Donald Trump
Aunque es parte de la red de hoteles de Trump, la torre no es propiedad, ni fue desarrollada por Donald Trump, The Trump Organization o cualquiera de sus afiliadas. El entonces propietario del hotel, Irongate, obtiene la licencia del nombre Trump de Trump Marks Waikiki LLC.